# Survivor Series 1999
Survivor Series (1999) was een professioneel worstel-pay-per-view (PPV) evenement dat georganiseerd werd door de World Wrestling Federation (WWF, nu WWE). Het was de 13e editie van Survivor Series en vond plaats op 14 november 1999 in het Joe Louis Arena in Detroit, Michigan.

## Matches
| Nr. | Match | Winnaar(s)                                  | Opmerkingen                                                  | Bron  |
| --- | --- | ------------------------------------------- | ------------------------------------------------------------ | ----- |
| 1   | D'Lo Brown, The Godfather & The Headbangers (Mosh & Thrasher) vs. The Acolytes (Bradshaw & Faarooq) & The Dudley Boyz (Bubba Ray & D-Von Dudley)                         | D'Lo Brown, The Godfather & The Headbangers | 4-tegen-4 Survivor Series elimination match.                 | [ 2 ] |
| 2   | Kurt Angle vs. Shawn Stasiak | Kurt Angle                                  | Eén-op-één match.                                            | [ 2 ] |
| 3   | Gangrel, Mark Henry, Steve Blackman & Val Venis vs. The British Bulldog & The Mean Street Posse (Joey Abs, Pete Gas & Rodney)                                            | Gangrel, Mark Henry, Steve Blackman &       | 4-tegen-4 Survivor Series elimination match.                 | [ 2 ] |
| 4   | Debra, The Fabulous Moolah, Mae Young & Tori vs. Ivory, Jacqueline, Luna & Terri Runnels                                                                                 | Debra, The Fabulous Moolah, Mae Young       | 8-Woman Tag Team match.                                      | [ 2 ] |
| 5   | Kane vs. X-Pac | Kane                                        | Eén-op-één match. Kane won door diskwalificatie.             | [ 2 ] |
| 6   | Big Show vs. Big Boss Man, Mideon, Prince Albert & Viscera | Big Show                                    | 1-tegen-4 Survivor Series elimination match.                 | [ 2 ] |
| 7   | Chyna (c) (met Miss Kitty) vs. Chris Jericho | Chyna                                       | Eén-op-één match voor het WWF Intercontinental Championship. | [ 2 ] |
| 8   | The Hollys (Crash Holly & Hardcore Holly) & Too Cool (Grand Master Sexay & Scotty 2 Hotty) vs. Edge & Christian & The Hardy Boyz (Jeff & Matt Hardy) (met Terri Runnels) | The Hollys & Too Cool                       | 4-tegen-4 Survivor Series elimination match.                 | [ 2 ] |
| 9   | The New Age Outlaws (Billy Gunn & Road Dogg) (c) vs. Al Snow & Mankind (met Head)                                                                                        | The New Age Outlaws                         | Tag Team match voor het WWF Tag Team Championship.           | [ 2 ] |
| 10  | Big Show vs. Triple H (c) vs. The Rock | Big Show (nc)                               | Triple Threat match voor het WWF Championship.               | [ 2 ] |